# 6956 Holbach
6956 Holbach è un asteroide della fascia principale. Scoperto nel 1988, presenta un'orbita caratterizzata da un semiasse maggiore pari a 2,4427497 UA e da un'eccentricità di 0,0930542, inclinata di 5,47776° rispetto all'eclittica.